# 박난순
박난순(朴蘭淳, 1906년 ~ 1950년 9월 28일)은 일제강점기의 관료이자 대한민국의 공무원이다. 광복 후 광양군수, 광주부 부부윤, 순천부윤을 역임했다. 1950년 6.25 전쟁 중 조선인민군에 의해 광주형무소에 수감되었다가 학살되었다.

## 약력
- 전라남도 고흥군 출신으로 후에 전라남도 광주부 동명동 154번지로 이주하였다.
- 1932년 8월 14일 조선총독부 문관보통시험에 합격하여 관료가 되었다.
- 1933년 7월 4일~1936년 전라남도 영암군 군속
- 1936년~1936년 11월 4일 전라남도 영광군 군속
- 1936년 11월 5일~1940년 전라남도 순천군 군속
- 1945년 전라남도청 도이사관(道理事官)
- 1945년 8월 16일 전남도 도이사관 재직 중 광복, 계속 유임됨
- 1947년 9월 20일 ~ 1947년 10월 10일 전라남도 광양군수(光陽郡守)
- 1947년 6월 7일[1] ~ 1950년 5월 14일 전라남도 광주부 부부윤
- 1948년 12월 26일 ~ 광주부 내무과장 겸직
- 1950년 2월 24일 ~ 전라남도 순천부 부부윤
- 1950년 5월 15일 전라남도 순천부윤
- 1950년 6월 25일 6.25 전쟁
- 1950년 9월 28일 조선인민군에 의해 체포, 광주형무소에 투옥되었다가 인민군에 의해 학살됨

## 기타
종교는 불교였고, 본관은 밀양이다.

## 참고 자료
- 박난순